# Bohumil Vacík
Bohumil Vacík (* 1952 Chodov) je český čtyřnásobný sériový vrah odsouzený k doživotnímu trestu odnětí svobody.

## Život
Narodil se v roce 1952 v Chodově na Sokolovsku. V dětství absolvoval základní školu. Poté se vyučil opravářem strojů v zemědělství. Od roku 1973 působil u Sboru národní bezpečnosti, nicméně v roce 1974 utrpěl vážný úraz, kvůli kterému nebyl po dobu téměř jednoho roku schopen pracovat. Poté u SNB pracoval na oddělení pasů a víz. Od policie měl poté odejít poté, co nevrátil několik půjček. V roce 1979 začal pracovat jako zámečník. Nějakou dobu pak také servisoval lokomotivy ve Vřesové. Po sametové revoluci pracoval jako prodavač, přičemž mu byl rovněž udělen částečný invalidní důchod. Pokoušel se rovněž podnikat. Jeho podnikatelské záměry mu ale nevyšly, kvůli čemuž začal mít problém s dluhy. Na veřejnosti však vystupoval sebevědomě a snažil se vypadat jako úspěšný podnikatel. Byl ženatý a podle svých pozdějších výpovědí měl mít několik dcer.

### Vraždy

#### První vražda
Brzy ráno 19. prosince 1994 požádal Vacík svého kamaráda a kolegu na vrátnici Jana H. o zapůjčení střelné zbraně CZ 75. Kolega mu ji měl podle jedné z verzí odmítnout půjčit, načež Vacík jej měl napadnout a při potyčce zbraň sebrat. Posléze měl svého kolegu usmrtit dvěma střelami do hlavy. Existuje však také verze, že mu kolega zbraň nakonec půjčil alespoň k prohlédnutí, přičemž až poté mělo dojít ke střelbě. Vacík poté utekl a policii unikl i s odcizenou zbraní.

#### Další vraždy
V ranních hodinách 11. ledna 1995 se dostavil k bytu podnikatele vietnamského původu Tien M. T., který mu o dva měsíce dříve půjčil částku 28 tisíc korun. Po příchodu do jeho bytu jej nejprve informoval, že mu chce předat dlužnou částku. Po příchodu do kuchyně na něj ale Vacík namířil pistoli, kterou o měsíc dříve odcizil jím zavražděnému vrátnému, a vyhrožoval zastřelením. Poté na vietnamského podnikatele skutečně vystřelil a smrtelně jej zranil. Po vraždě zastřelil i jeho šestiletou dceru, která incident viděla. S tou měl přitom podle záběrů, které později vysílala TV Nova, velmi vřelý vztah. Následně jednou ranou do hlavy při svém odchodu zavraždil i jeho manželku, která v bytě pobývala, a která byla ve vysokém stupni těhotenství.

#### Loupežné přepadení
Zřejmě téhož dne večer přepadl čerpací stanici nacházející se v Líšově. Během přepadení těžce zranil obsluhu stanice Milenu P., která svým zraněním podlehla pouhý den poté. Sám přitom odcizil 25 tisíc korun. Krátce po vraždě přitom na čerpací stanici zůstal a obsloužil zákazníka.

#### Dopadení
Bezprostředně po činu nebyl dopaden a ještě 14. ledna, tedy tři dny po vraždě, se procházel kolem domu vietnamského podnikatele, v němž vraždil. V té době se přitom v domě i v jeho okolí nacházeli kriminalisté, kteří případ vyšetřovali (těla obětí byla nalezena teprve právě 14. ledna). Měl rovněž navštívit policejní ples. Přestože nejprve policie jednotlivé případy nespojovala a domnívala se, že v případě vraždy vietnamského podnikatele může jít o spory uvnitř vietnamské komunity, se nakonec po balistických zkouškách prokázalo, že všechny oběti byly zastřeleny stejnou zbraní. Postupem času navíc policie označila Vacíka za jednoho z hlavních podezřelých, neboť se s rodinou vietnamského podnikatele dobře znal a navštěvoval ji.
Zatčen byl nakonec více než rok po svých činech, v únoru 1996. Ihned poté se ke svým činům přiznal.

#### Sebevražda manželky
Zřejmě 2. března 1996 spáchala jeho manželka, učitelka v mateřské školce, poté, co vyšly Vacíkovy činy najevo, sebevraždu, když se otrávila svítiplynem. Vacík poté, co obdržel zprávu o jejím úmrtí, podle svědectví skutečnost přijal bez jakékoliv větší reakce. Nedlouho poté zemřel v důsledku mrtvice také jeho tchán.

#### Odsouzení
Během soudního líčení byl znalci v oboru psychiatrie a psychologie popsán jako osobnost trpící polymorfní psychopatií s agresivními, schizoidními a také hysterickými projevy. Byl u něj rovněž zjištěn sklon k hypochondrickému prožívání a neurotickým reakcím. Zjištěno u něj bylo také mírně nadprůměrné IQ. Znalci rovněž uvedli, že příčinnou jeho zločinů nebylo zranění, které utrpěl o 20 let dříve, ani následná částečná invalidita.
V srpnu 1996 byl Krajským soudem v Plzni za trestné činy čtyřnásobné vraždy a nedovolené ozbrojování odsouzen k doživotnímu trestu odnětí svobody. Proti verdiktu odvolání nepodal. Během jeho vynášení se měl ovšem silně potit a třást. Podle svých pozdějších slov trpěl Bechtěrevovou nemocí. V případu vraždy obsluhy čerpací stanice nebyl odsouzen jen proto, že během vyšetřování došlo k porušení zákona.
V roce 2011 byl umístěn ve Věznici Mírov, přičemž tou dobou měl trpět rakovinou tlustého střeva. V září 2013 neúspěšně žádal o přeřazení do věznice s mírnějším režimem.
Zajímavostí přitom je, že není jasné, zda, či případně kdy, byl Vacík podmínečně propuštěn. V roce 2017 se o to pokusil novinář Josef Klíma, kterému se ovšem Vacíka v žádné české věznici kontaktovat nepodařilo. Vzhledem k nemoci, kterou k roku 2011 trpěl, je tak možné, že ve věznici zemřel.